# Sanah Camara
Sanah Camara, né le 8 avril 2008 à La Roche-sur-Yon en France, est un footballeur français qui évolue au poste de milieu défensif au FC Nantes.

## Biographie

### En club
Né à La Roche-sur-Yon en France, de parents originaires de Guinée Sanah Camara est formé par le FC Nantes. Il est considéré en 2025 comme l'un des joueurs les plus prometteurs de sa génération chez les canaris.

### En sélection
Il représente notamment l'équipe des moins de 17 ans. Il est convoqué avec cette équipe pour participer au Championnat d'Europe des moins de 17 ans qui a lieu en mai et juin 2025,. La France atteint la finale de la compétition après sa victoire face à la Belgique (3-2).

## Palmarès
France -17 ans
- Championnat d'Europe
  - Finaliste en 2025